# Glochidion caloneurum
Glochidion caloneurum är en emblikaväxtart som beskrevs av Airy Shaw. Glochidion caloneurum ingår i släktet Glochidion och familjen emblikaväxter. Inga underarter finns listade i Catalogue of Life.